# Acrymia
Acrymia, monotipski biljni rod iz porodice medićevki. Jedina vrsta, A. ajugiflora, endem je s poluotoka Malaja u Maleziji, države  Perak i Selangor
Opisan je 1908. Polugrm. Listovi naizmjenični.